# Varg Vikernes
Varg Vikernes [ˈʋɑrɡ ˈʋiːkəɳeːs], pseudonimo di Louis Cachet (nato Kristian Vikernes; Bergen, 11 febbraio 1973), è un cantante, musicista e criminale norvegese.
È il fondatore ed unico membro del progetto musicale black metal - pagan dark ambient denominato Burzum. Soprattutto nei primi anni novanta, era conosciuto con lo pseudonimo di Count Grishnackh (o anche semplicemente "il Conte"), nome mutuato da un orco della Terra di Mezzo del libro Il Signore degli Anelli.
Sì è reso protagonista di fatti di cronaca nera per aver incendiato alcune chiese cristiane norvegesi e per aver commesso l'omicidio di Øystein Aarseth, detto Euronymous, chitarrista dei Mayhem, band nella quale Vikernes aveva suonato alcune parti di basso in quel periodo. Egli è noto anche quale autore del gioco di ruolo Myfarog (Mythic Fantasy Role-playing Game), pubblicato a partire dal 2014.

## Biografia

### I primi anni
Kristian Vikernes nacque l'11 febbraio 1973 a Bergen, sulla costa atlantica della Norvegia, secondo figlio di Lars Vikernes, un ingegnere elettronico, e Lene Bore; trascorse un'infanzia normale inframmezzata da una breve parentesi irachena, dove il padre si recò a lavorare per un anno per il locale governo di Saddam Hussein, portando con sé la famiglia. In un'intervista Vikernes ha smentito le voci riguardo a maltrattamenti subiti da piccolo dal padre, asserendo che i loro rapporti, sebbene egli fosse una persona autoritaria, sono sempre stati normali e proseguirono anche nel periodo della sua detenzione.
Durante l'adolescenza intraprese la lettura dell'opera Il Signore degli Anelli di J. R. R. Tolkien, che lo influenzò molto nella sua successiva produzione musicale, a partire dal nome del suo progetto: Burzum, infatti, è una parola del linguaggio nero usato dagli adepti di Sauron ed è iscritta all'interno dell'Unico Anello; in italiano è comunemente tradotta con il termine "oscurità". Il fantasy ebbe una certa importanza anche nel suo immaginario personale: Kristian infatti, nonostante le molte amicizie, preferiva la solitudine e trascorreva le giornate passeggiando nei boschi vicino a casa, fuori Bergen, che la sua immaginazione provvedeva a popolare di orchi, troll e altre creature tipiche del folklore scandinavo come dell'universo tolkieniano.
Tra gli interessi del giovane Kristian rientravano anche la lettura delle favole scandinave e i giochi di ruolo (tra cui Advanced Dungeons & Dragons); talvolta, assieme ai compagni di gioco, si recava nei boschi o presso le rovine di un monastero a "combattere" con armi di legno.
Sempre durante l'adolescenza i suoi genitori si separarono, evento che non lo sconvolse più di tanto in quanto i rapporti tra i coniugi erano divenuti sempre più tesi; la circostanza strinse maggiormente il legame con la madre e il fratello. Fu proprio suo fratello a trasmettergli la passione per J.R.R. Tolkien, oltre a quella decisamente più prosaica per le armi: infatti il fratello, a quei tempi uno skinhead, spesso lo portava nei boschi a sparare con la pistola.

### L'inizio musicale
Il desiderio di tradurre in musica l'immaginario tolkieniano spinse Kristian a creare un gruppo, dapprima chiamato Kalashnikov e poi rinominato Uruk-Hai (dal nome della particolare razza di orchi agli ordini di Saruman), che sarà l'embrione di Burzum. Gli ascolti di Kristian vertevano soprattutto sul thrash e sul death metal influenzandone la musica, analogamente a quanto era accaduto ai conterranei Mayhem. La sua natura eclettica si esplicitava anche negli ascolti musicali: Kristian infatti, oltre ai generi sopracitati, ascoltava anche musica classica, folk e techno.
A differenza di Burzum, gli Uruk-Hai non erano una one-man band: assieme a Kristian (alla chitarra) suonavano due ragazzi che però, diversamente da lui, consideravano la musica (secondo quanto dice Vikernes) un mezzo per far colpo sulle ragazze ed erano, secondo Vikernes, tecnicamente scarsi. L'incontro nel 1989 con gli Old Funeral, un gruppo dedito a un death metal d'oltreoceano (allora la scena statunitense faceva da modello, con gruppi come i Morbid Angel), lo convinse a porre fine al suo progetto musicale. Questo incontro non era avvenuto per caso: Kristian era stato chiamato per una sostituzione da un suo vicino di casa, Olve Eikemo, più tardi universalmente conosciuto come Abbath, chitarrista e cantante degli Immortal, che fondò dopo aver lasciato gli Old Funeral.
Gli Old Funeral fecero alcuni concerti e incisero due demo: la loro fu la prima esperienza del giovane Vikernes (all'epoca diciassettenne) con un gruppo "serio", circostanza che gli diede l'occasione di migliorarsi come chitarrista. L'amicizia con Abbath lo portò a suonare anche contemporaneamente (seppur in veste di ospite) nei Satanel.
Ad un certo punto, Kristian decise di dedicarsi prioritariamente al suo vecchio progetto Uruk-Hai, che non aveva mai abbandonato completamente (almeno teoricamente), ribattezzandolo Burzum. Questa scelta, apparentemente azzardata (gli Old Funeral, sebbene underground, si erano fatti conoscere in giro ed erano un gruppo avviato), era dettata dalla necessità di poter dare fondo alla sua ispirazione senza doversi consultare o accordare con altri musicisti.
Conscio che le battute salienti della scena estrema si stavano svolgendo a Oslo, Varg si mise in contatto con il leader dei Mayhem Øystein Aarseth, meglio conosciuto come Euronymous.

### Il periodo dell'Inner Circle
Euronymous godeva a quei tempi della nomea di individuo malvagio, dedito all'occultismo e al satanismo, tant'è che moltissimi teenager norvegesi erano affascinati dalla sua persona. Kristian iniziò una fitta corrispondenza con lui, spinto anche dal fatto che l'artista possedesse una propria etichetta discografica indipendente specializzata in musica estrema, la Deathlike Silence Productions; all'inizio del 1991 Kristian aveva già pronti due demo e glieli spedì.
Entusiasta del lavoro, il leader dei Mayhem invitò il giovanissimo Vikernes a Oslo proponendogli un contratto. Di lì a poco il personaggio di Euronymous fece presa su Kristian, che rimase impressionato dalla sua personalità e dai suoi proclami apocalittici riguardo alla guerra contro i cristiani. Il fondatore dei Mayhem, però, era considerato da Vikernes tanto bravo a parole quanto incapace a fatti; questo portò successivamente il ragazzo a riconsiderare la sua opinione nei confronti di Euronymous, una svolta determinante per capire l'evoluzione degli eventi.
Bergen e Oslo (dove risiedeva Euronymous e dove era concentrata la scena black metal norvegese) erano separate da troppe ore di viaggio, per cui Kristian decise di soggiornare saltuariamente nel retrobottega del negozio che Euronymous aveva appena aperto, l'"Helvete" (che significa "inferno" in norvegese). Il periodo passato in quel luogo, dove divideva la stanza con Tomas Haugen, futuro membro degli Emperor, segnò l'inizio dei presunti misfatti compiuti dai frequentatori del negozio, che si battezzarono con il nome di Inner Circle (in norvegese, svarte sirkel), sebbene lo stesso Vikernes abbia smentito l'esistenza di questa setta.
Tra di essi, che si riunivano nei locali sul retro della struttura, Vikernes era il fautore principale degli atti che vennero poi identificati dalla stampa (anche internazionale) come "Black Metal Mafia", e che consistevano principalmente in roghi di chiese e dissacrazioni di cimiteri. In particolare il rogo delle chiese, viste come luoghi odiati dai satanisti della setta, divenne per Vikernes un atto perfettamente legittimo, poiché a sua detta esse erano state erette dopo la distruzione degli antichi templi pagani ed erano il simbolo del cristianesimo che aveva estirpato l'antica religione dei vichinghi.
È da citare il fatto che Vikernes, a differenza degli altri adepti dell'Inner Circle, oltre a non fare uso di droghe o alcolici, non era un satanista e si dichiarava tale esclusivamente per motivi "scenici": in verità la sua fede religiosa era orientata verso il culto odalista, interessi che proprio in questo periodo emersero e che si rifletterono sulla sua produzione musicale (come nell'album Hvis lyset tar oss). Risale a questi giorni il cambiamento legale del nome da Kristian a Varg.

### La popolarità
La prima uscita ufficiale di Burzum consistette nella pubblicazione dell'omonimo album, uscito nel maggio 1992. Il disco, prodotto da Euronymous ed Eirik Hundvin, ebbe un discreto successo nell'underground black metal. Questo successo, unito alla crescente fama di Varg (dovuta anche ai numerosi episodi di cronaca), cominciò ad inquietare il chitarrista dei Mayhem che vedeva la sua posizione di leader della scena estrema norvegese insidiata dal suo "discepolo" sempre più celebre. Fu in questo periodo che Varg adottò il nome d'arte di Count Grishnackh.
Fu proprio in virtù di questa sua preoccupazione che Euronymous cominciò a temporeggiare riguardo alla pubblicazione dell'album successivo. Varg, infatti, tre mesi dopo l'uscita di Burzum, aveva già materiale sufficiente per pubblicare un seguito; Euronymous, adducendo come motivo la scarsità di denaro a disposizione della Deathlike Silence Productions, lo spinse a registrare un EP (Aske), meno lungo e oneroso di un album intero. Questo fu l'inizio del deterioramento dei rapporti tra i due.
In compenso, Euronymous propose a Varg di suonare il basso nel nuovo album dei Mayhem, quello che sarebbe poi diventato uno dei più seminali album black metal della storia: De Mysteriis Dom Sathanas. Suonare nei Mayhem era la massima aspirazione di qualunque blackster norvegese del periodo, quindi non desta stupore il fatto che un simile incarico rabbonisse Vikernes. L'espediente si rivelò però decisamente effimero: Euronymous trovò i soldi per pubblicare altri lavori e tale avvenimento contribuì a peggiorare ulteriormente i rapporti tra i due. Nel frattempo la cricca dell'Helvete aveva deciso di passare dalle parole all'azione: Euronymous era un grande oratore ma mostrava poca propensione ad agire; Varg Vikernes invece, ritenuto una persona senza scrupoli, era smanioso di far vedere agli altri quello che poteva fare e si incaricò della cosa.
Alle prime ore del 6 giugno 1992 (Vikernes indica le tre) la Stavkirke di Fantoft, capolavoro architettonico norvegese, venne data alle fiamme e interamente distrutta nel giro di poche ore, con l'unica eccezione delle travi portanti; la foto dello scheletro della chiesa diventerà la copertina di Aske. Questo fu l'inizio di un'impressionante catena di incendi che si scatenò nei mesi a venire e coinvolse decine di chiese, causando in un'occasione, a Sarpsborg, la morte di un pompiere. La matrice dolosa dell'incendio fu subito palese per le autorità, le quali però non avevano idea su chi potesse essere il colpevole; dal canto suo Varg Vikernes, orgoglioso dei suoi atti ed incurante della discrezione, si vantò in giro dell'accaduto al punto tale da rilasciare un'intervista, il 20 gennaio 1993, in cui rivelava particolari sul rogo di Fantoft noti solo alle forze dell'ordine, attirandosi così le attenzioni della polizia.
La successiva perquisizione a casa di Vikernes portò alla scoperta di materiale sospetto ed al suo arresto; Vikernes venne comunque scarcerato sei settimane dopo per mancanza di prove definitive. La sua breve detenzione ebbe come effetto un vertiginoso aumento della popolarità, la quale ormai intaccava fortemente l'immagine di Euronymous. A questo punto la coesistenza tra i due, già notevolmente incrinata, cominciò a divenire sempre più conflittuale. La situazione era ulteriormente esacerbata dal lassismo di Euronymous nei confronti di Burzum: Varg infatti aveva registrato nuovo materiale e intendeva pubblicarlo, e per di più stava ancora aspettando la restituzione dei soldi con cui aveva finanziato i suoi primi due lavori; a questo punto Vikernes cominciò a pensare seriamente di pubblicare il seguito di Aske (Det som engang var) sotto la propria etichetta, la Cymophane.

### L'omicidio di Euronymous
Euronymous, che voleva trattenere Burzum sotto la propria etichetta, mandò una copia del contratto già firmato a Vikernes. Nel frattempo Snorre Ruch (Blackthorn), appena recatosi a Bergen dopo essere stato ingaggiato dai Mayhem come chitarrista di sessione, fu ospitato da Vikernes nella sua abitazione e ricevette da Aarseth una telefonata nella quale questi confermava le sue intenzioni di uccidere Varg; quest'ultimo, dopo aver ascoltato la conversazione dal telefono, e dopo aver saputo da alcuni suoi amici musicisti che egli voleva rapirlo e portarlo in una foresta per torturarlo a morte, la notte del 10 agosto 1993, decise di recarsi a casa di Euronymous. Il motivo principale delle affermazioni di Aarseth fu l'accusa mossa a Vikernes di aver rovinato la sua reputazione dinanzi ai media e i nuovi musicisti della scena black metal norvegese; Varg, infatti, dopo che Aarseth gli aveva chiesto un prestito in denaro per vendere delle copie dell'album di debutto dei Burzum nel suo negozio, chiamato Helvete, maturò la convinzione che egli fosse una persona incapace e oziosa. Pertanto nel 1991 Vikernes decise di fondare una nuova etichetta discografica, la Burznag Records, rinominata Cymophane l'anno seguente, per pubblicare i propri lavori. Non è mai stato appurato se le intenzioni di Aarseth fossero veritiere o se più probabilmente (visto il suo carattere) si trattasse di mere sbruffonate. Anche il gesto di Vikernes è poco chiaro: egli dichiarò che non era partito da Bergen con l'intenzione di uccidere Euronymous e le armi che si era portato dietro (tre coltelli addosso, più una mazza da baseball, una baionetta ed un'ascia nell'auto) fossero solo uno scrupolo personale per la sua sicurezza; non si capisce però per quale motivo avrebbe dovuto crearsi un alibi coinvolgendo altre persone e farsi portare nascosto sui sedili posteriori da Blackthorn a casa di Euronymous in piena notte.
Non molto chiara è anche la dinamica dell'omicidio. Vikernes dichiarò che dopo aver domandato: «Che vuoi da me lappone comunista? Perché vuoi uccidermi?» a Euronymous, quest'ultimo lo aggredì sferrandogli un calcio al petto e ricevendo indietro uno spintone, dopo di che partì di corsa verso la cucina presumibilmente per armarsi, al che Vikernes gli piantò il coltello nella schiena; a questo punto Euronymous cercò di scappare per le scale, suonando disperatamente i campanelli dei vicini e urlando aiuto, con Varg dietro che lo accoltellava (anche se questi ha dichiarato che gran parte delle ferite ritrovate sul corpo della vittima furono frutto di una caduta sopra i cocci di una lampada durante lo scontro). Ormai in punto di morte, Euronymous rimase a terra e Varg gli inflisse l'ultima coltellata al cranio; dopo di che fuggì e al fine di eliminare le prove a suo carico gettò gli indumenti sporchi di sangue, legandoli a delle pietre, in un lago, lungo la strada di ritorno a Bergen. Al fatto aveva assisitito anche Snorre Ruch, che aveva chiesto a Vikernes di andare con lui a Oslo per far sentire ad Euronymous alcuni riff di chitarra che aveva appena inciso. Egli non prese parte all'omicidio, in quanto era rimasto al piano terra del condominio per fumare una sigaretta; fu tuttavia arrestato e condannato a scontare 8 anni di reclusione con l'accusa di complicità nell'omicidio di Aarseth.
Durante il viaggio di ritorno a Bergen, Vikernes e Ruch avevano rischiato di essere arrestati: arrivati presso il comune di Hønefoss, si fermarono in una cabina telefonica per chiamare un amico che quella sera si trovava a casa di Varg per mangiare una pizza con loro, invitandolo a tornare nella sua abitazione. Poco prima un gruppo di ragazzi aveva saccheggiato quella cabina e qualcuno, assistendo all'atto vandalico, chiamò la polizia; arrivata sul posto, una pattuglia locale ingaggiò un inseguimento con Blackthorn e Vikernes, credendo che ne fossero responsabili, ma questi ultimi riuscirono a scappare dopo una pericolosa corsa in auto prendendo l'autostrada per Bergen.
Il cadavere di Euronymous fu trovato la mattina seguente e gli indizi (sembra che avesse dimenticato sul luogo del delitto il contratto e non avesse usato guanti, anche se Vikernes nega decisamente tutto questo), uniti alle testimonianze degli appartenenti alla scena estrema torchiati da lunghi interrogatori della polizia, portarono all'arresto di Varg, il quale, riconosciuto colpevole dell'omicidio (egli sostenne sempre che si trattò di autodifesa), di tre incendi e detenzione di armi ed esplosivi nonché considerato perfettamente sano di mente, venne condannato a ventun anni di carcere, il massimo della pena in Norvegia. Inoltre Blackthorn indicò alle forze dell'ordine il lago in cui la notte dell'omicidio Vikernes aveva gettato i vestiti sporchi di sangue; tuttavia i sommozzatori trovarono solamente una maglietta totalmente priva di macchie o impronte. Poco prima della sua condanna era uscito il secondo album dei Burzum, Det som engang var.

### In prigione
L'incarceramento di Varg Vikernes non portò alla fine di Burzum: al momento del suo arresto, infatti, Vikernes aveva già inciso abbastanza materiale, ma il problema risiedeva nel fatto che nessuno era disponibile a pubblicare il disco di un assassino. A peggiorare le cose, Varg aveva rilasciato anche delle dichiarazioni considerate molto vicine al nazismo, precludendosi in questa maniera l'appoggio di altre etichette; inoltre a causa dei processi era impossibilitato ad ovviare al problema pubblicando i propri lavori con la sua etichetta personale, la Cymophane.
In suo aiuto accorse l'allora giornalista musicale tedesca di origine italiana Tiziana Stupia che, volendo evitare che la musica di Burzum cadesse nel dimenticatoio, fondò appositamente per lui la Misanthropy Records che prese i diritti dei suoi lavori futuri. In questa maniera, usando materiale precedente all'imprigionamento di Vikernes, vennero pubblicati i due album Hvis lyset tar oss nel 1994 e Filosofem nel 1996; quest'ultimo entrò addirittura nelle classifiche nel Regno Unito. Nel frattempo, durante la reclusione, Vikernes si diede allo studio di tematiche come la mitologia nordica e il nazionalismo.
Nel 1996 venne intervistato da Michael Moynihan che in seguito pubblicherà il libro Lords of Chaos. La storia insanguinata del metal satanico, dal quale verrà poi tratto un documentario: Varg, che proprio in questo periodo aveva aggiunto al suo nome Qisling Larssøn, li sconfessò entrambi.
La svolta politica di Vikernes si rifletterà nei suoi due ultimi lavori: gli album ambient Dauði Baldrs (1997) e Hliðskjálf (1999). Il terzo disco, che avrebbe dovuto chiudere la trilogia preconizzata da Vikernes, non ci fu mai: dopo la pubblicazione di Hliðskjálf infatti Varg si dichiarò annoiato della scena musicale e dirottò tutti i suoi interessi sulla politica, la scrittura e lo studio della mitologia; a sostegno delle sue dichiarazioni chiuse il sito ufficiale di Burzum e ripubblicò il Vargsmål, oltre a pubblicare ex novo il libro Germansk Mytologi og Verdemsanskuelse e due opuscoli: Guide to the Norse Gods and their Names e Irminsul.
Il 26 luglio 2003 Varg Vikernes non si presentò in carcere dopo un permesso e venne catturato il giorno seguente in autostrada nei pressi di Oslo, alla guida di un'auto sequestrata sotto minaccia armata ad una famiglia. Secondo alcune indiscrezioni, nell'automobile Vikernes aveva allestito un vero e proprio arsenale contenente un fucile a pompa, travestimenti, una maschera antigas, alcuni coltelli, un computer, un navigatore satellitare e alcune carte di credito. 
Vikernes dichiarò di aver voluto dirigersi in Svezia (alcune voci parlano addirittura di una sua intenzione di arruolarsi nella legione straniera), e di essere fuggito dal carcere perché qualcuno tramava di ucciderlo; tuttavia al momento della cattura era sulla strada del ritorno in quanto convinto a desistere da sua madre. Dopo questo tentativo di fuga la sua scarcerazione, prevista per il 2006, venne procrastinata al 2008.

### Scritti

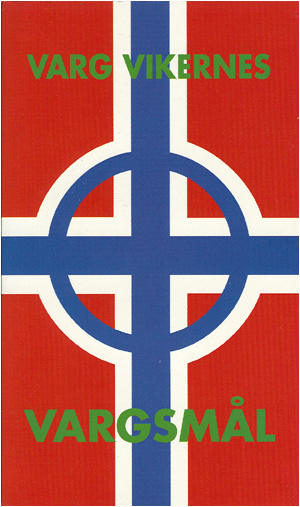
Vargsmål, libro scritto da Vikernes in carcere nel 1994

Alla fine del 1994, mentre si trovava in carcere, Vikernes scrisse un libro in norvegese dal titolo Vargsmål ("Il discorso di Varg"). Nel libro egli divulgò le sue idee sulla sua vita, la separazione razziale, il paganesimo, la politica. Sfortunatamente per lui, però, le autorità norvegesi, probabilmente impensierite dalle sue intenzioni ben poco politicamente corrette (all'inizio della detenzione aveva pensato di creare un movimento politico di matrice nazionalista chiamato Norsk Hedensk Undemokratisk Front, sullo stile di quello tedesco chiamato Germanic Heathen Front), decisero a un certo punto di proibirgli l'uso del computer e il libro dovette essere concluso sbrigativamente, rendendo gli ultimi capitoli piuttosto frettolosi e abbozzati rispetto al resto del tomo; in tutti i casi il Vargsmål, una volta pubblicato, andò incontro a seri problemi di distribuzione. Vikernes ha riferito di aver scritto Vargsmål per difendersi dalle accuse dei media. Secondo Lords of Chaos, Vargsmål fu disponibile per la vendita su Internet per qualche tempo nel 1996 ma non in versione cartacea stampata. Nel 1997, un editore norvegese pubblicò una versione tascabile del libro; la pubblicazione dello stesso fu finanziata dalla madre di Vikernes, Helene Bore. Nel 1999, Vargsmål veniva venduto attraverso il sito web dell'organizzazione neo-nazista Heathen Front.
Nel 1998 Vikernes scrisse un altro libro, Germansk Mytologi og Verdensanskuelse, dedicato alla mitologia nordica.
Nel 2011 la Abstract Sounds Books pubblicò Sorcery and Religion in Ancient Scandinavia, libro scritto in inglese da Vikernes che tratta delle pratiche religiose dei popoli scandinavi, in particolare durante l'età della pietra e quella del bronzo. Secondo una recensione apparsa sul blog musicale Heathen Harvest, il libro rifiuta le teorie accademiche comunemente accettate, focalizzandosi sulle particolari interpretazioni da parte di Vikernes della storia.
Nel 2015 Vikernes ha pubblicato un gioco di ruolo da lui ideato intitolato MYFAROG (Mythical Fantasy Role-Playing Game), basato sulle sue personali interpretazioni della mitologia europea e della storia. Secondo una recensione del 2015 apparsa in MetalSucks, il gioco è pieno di stereotipi razzisti e antisemitismo.
A partire dalla fine del 2003, Vikernes ha iniziato a scrivere articoli su Burzum.org, poi diventato il sito web ufficiale di Burzum. Dal gennaio 2013, egli inoltre scrive il suo blog personale, Thulean Perspective.

### Scarcerazione ed eventi recenti
Il 24 maggio 2009, dopo quattro istanze per il rilascio su libertà condizionata rifiutate Varg Vikernes è stato scarcerato in libertà vigilata. L'8 marzo 2010 è stato pubblicato il nuovo album intitolato Belus, che segna il ritorno alle sonorità che hanno caratterizzato le prime produzioni. Tramite il suo sito ufficiale pubblica interviste, recensioni di promozione al nuovo album, accolto molto positivamente da pubblico e critica. Nel frattempo continua a scrivere nuovo materiale che vede luce in Fallen, pubblicazione resa disponibile a partire dal 7 marzo 2011 e che vede il ritorno alle origini del compositore norvegese, senza escludere l'ambient ed il dark che lo ha condizionato negli ultimi lavori. Ha omaggiato gli attentati del 22 luglio 2011 in Norvegia compiuti da Anders Breivik con un discorso pubblicato sul suo sito ufficiale., del quale aveva ricevuto il suo manifesto alcune ore prima della strage.
Nello stesso anno ha registrato il nono album in studio sotto il nome di Burzum, intitolato Umskiptar, che è stato pubblicato nel maggio 2012. Il 16 luglio 2013 viene nuovamente arrestato insieme alla moglie a Salon-la-Tour in Francia, dove si era trasferito, con l'accusa di star preparando una strage, dopo che la moglie del musicista aveva acquistato 4 fucili da caccia. La donna, francese con regolare porto d'armi, fa parte del locale club di tiro a segno, ma la polizia temeva che le armi fossero state acquistate per un'altra ragione. Dopo i vari controlli la polizia francese ha scagionato Vikernes dalle accuse che ha comunque dovuto presentarsi in Tribunale a Parigi il 17 ottobre, giornata in cui si presentarono nel luogo molti supporter a suo favore, per chiarire la sua posizione riguardo certe sue pubblicazioni sul suo sito. Il processo viene rimandato a giugno 2014.
Il 2 giugno 2014 è uscito l'undicesimo album in studio sotto il nome di Burzum, The Ways of Yore. Il 3 giugno 2014 riprende il processo iniziato l'anno precedente a Parigi e l'8 luglio 2014 viene riconosciuto colpevole per incitazione all'odio razziale per aver diffuso materiale razzista e antisemita, condannato a sei mesi di libertà vigilata e a una sanzione di 8.000 euro. Nel maggio 2019 Youtube cancella il suo canale Thulean Perspective per aver diffuso materiale suprematista nonché antisemita su supposte cospirazione giudaiche. Nel 2020 ha pubblicato un nuovo album come Burzum, dal titolo Thulêan Mysteries, incentrato sul suo gioco di ruolo Myfarog..

## Ideologia
Sebbene descritto talvolta dalla stampa come un satanista, è un seguace dell'odalismo, un credo religioso neopagano caratterizzato da uno spiccato connubio tra religione e razza, con la presupposizione che le divinità nordiche siano la manifestazione dello spirito stesso del popolo germanico; e che osteggia la chiesa cristiana a favore della religione precristiana. L'enfasi del suo credo religioso all'appartenenza alla terra e al proprio gruppo etnico lo porta ad abbracciare dottrine neo-naziste, antisemite e suprematiste.
Grande rilevanza è data alle tradizioni, alla natura, alle foreste, agli stili di vita semplici e al cibo genuino, opponendosi alle tecnologie moderne. Il suo motto è "piantate un albero ovunque voi vi troviate".
Sostiene inoltre una teoria archeologica poligenica secondo la quale gli antichi uomini di Neanderthal (gli Iperborei della mitologia, ma nella variante proposta dall'Ariosofia) sarebbero gli antenati diretti degli attuali individui di razza bianca (in particolare i nordici biondi con gli occhi azzurri), considerati da lui i soli veri nativi europei, e specie umana distinta rispetto all'Homo Sapiens dal quale discenderebbero invece gli esseri umani dalla pelle scura.
Celebre fu anche il suo canale YouTube  Thulean Perspective, cancellato nel maggio 2019 in quanto aveva pubblicato discorsi suprematisti e di incitamento all'odio antisemita.
Nonostante ciò pubblica ancora video sul sito di hosting video BitChute. Nei suoi video più recenti inoltre si evince un suo avvicinamento all'anarco-individualismo primitivista, al neotribalismo e al neopaganesimo Ásatrú.

## Vita privata
Dal 2007 è sposato con Marie Cachet dalla quale ha avuto otto figli. Varg Vikernes è anche padre di una figlia avuta da una precedente relazione.

## Discografia

### Burzum
- 1992 – Burzum
- 1993 – Aske
- 1993 – Det som engang var
- 1994 – Hvis lyset tar oss
- 1996 – Filosofem
- 1997 – Dauði Baldrs
- 1999 – Hliðskjálf
- 2010 – Belus
- 2011 – Fallen
- 2012 – Umskiptar
- 2013 – Sôl austan, Mâni vestan
- 2014 – The Ways of Yore
- 2020 – Thulêan Mysteries
- 2024 – The Land of Thulê

### Mayhem
- 1994 – De Mysteriis Dom Sathanas

### Old Funeral
- 1991 – Devoured Carcass

## Filmografia
- ProgenitOrsi[52] (ForeBears), regia di Marie Cachet[53] (2013)

## Opere

### Libri e opuscoli
- Vargsmål (1997)
- Germansk Mytologi og Verdemsanskuelse (2000)
- Guide to the Norse Gods and their Names (2001)
- Irminsûl (2002)
- Sorcery and Religion in Ancient Scandinavia (2011)
- Reflections on European Mythology and Polytheism (2015)
- Myfarog - Mythic Fantasy Role-playing Game (2015)
- Myfarog - Mythic Fantasy Role-playing Game V. 2.4 (2016)
  - Curses & Gifts: for Mythic Fantasy Role-playing Game (2016)
  - Men & Monsters: for Mythic Fantasy Role-playing Game (2016)
  - Spells & Favours: for Mythic Fantasy Role-playing Game (2016)

### Articoli e altre opere
- The Kingdom of The Sun
- Detaljer Rundt Stedsnavn I Germansk Område (Norwegian)
- Hur Vi Bör Förstå Balders Död (Svedese)
- A review of M. Moynihan & D. Søderlind's "Lords Of Chaos: The Bloody Rise Of The Satanic Metal Underground" (New Edition)
- A personal review of Gavin Baddeley's book "Lucifer Rising: Sin, Devil Worship and Rock'n'Roll"
- A personal review of Karl Milton Hartveit's book "Djevelen Danser"
- Europe And Europe's Soul
- An attempt at a review of Torstein Grude's "Satan Rir Media"
- The Viking Age And Christianity In Norway
- A Comment To "Vargsmål" And Other Books By Varg Vikernes
- A Burzum Story: Part I - The Origin And Meaning
- A Burzum Story: Part II - Euronymous
- A Burzum Story: Part III - The Lie-Propaganda
- A Burzum Story: Part IV - Burzum In Norway
- A Burzum Story: Part V - Satanism
- A Burzum Story: Part VI - The Music
- A Burzum Story: Part VII - The Nazi Ghost
- A Burzum Story: Part VIII - On Overgrown Paths
- A Burzum Story: Part IX - The Tomorrow
- Paganism: Part I - The Ancient Religion
- Paganism: Part II - The Holy Grail
- Paganism: Part III - The One Ring
- Paganism: Part IV - Ultima Thule
- Paganism: Part V - Sacrifices
- Paganism: Part VI - Hygiene In The Pagan Era
- Paganism: Part VII - Why Did Paganism Fail?
- Paganism: Part VIII - Supernatural Selection
- Paganism: Part IX - The Ancient Democracy
- Paganism: Part X - The Origin And Purpose Of Religion
- Paganism: Part XI - The Esoteric Runes
- Paganism: Part XII - Why Paganism?
- Paganism: Part XIII - Pagan Love
- Paganism: Part XIV - The Mystery Of The Mysteries
- Paganism: Part XV - The Mystery Of Time
- A Bard's Tale: An introduction to A Bard's Tale
- A Bard's Tale: Part I - The Ring Of Andvari
- A Bard's Tale: Part II - Green Havens
- A Bard's Tale: Part III - The White God
- A Bard's Tale: Part IV - Heimdallr
- A Bard's Tale: Part V - Loki
- A Bard's Tale: Part VI - The Rotating Wheel
- A Bard's Tale: Part VII - Progress
- A Bard's Tale: Part VIII - Religion or Reason
- A Bard's Tale: Part XI - Pearls Before Swine
- The Lords Of Lies: Part I - Lords Of Lies
- The Lords Of Lies: Part II - Deus Ex Machina
- The Lords Of Lies: Part III - Procul Este Profani
- The Lords Of Lies: Part IV - Honoris Causa
- The Lords Of Lies: Part V - Outlaw
- The Lords Of Lies: Part VI - The Lords of Chaos Movie
- The Lords Of Lies: Part VII - Impersonator's Paradise
- The Lords Of Lies: Part VIII - The Neanderthal
- The Lords Of Lies: Part IX - A Call For Resistance